# Monteparadiso festival
Monteparadiso festival, jedan od najdugovječnijih hardcore punk festivala koji je Pulu doveo u središte europskih supkulturnih događanja. Festival nosi talijanski naziv pulskog kvarta (hrvatski naziv je Vidikovac) u kojem se festival održavao do 2001. godine od kada se održava u dvorištu društvenog centra "Karlo Rojc".

## Prvi "Paradiso"
Prvi povijesni koncert na Monteparadisu održao se 14. kolovoza 1992. godine u napuštenoj austrougarskoj tvrđavi "Fort Casoni Vecchi" koju su očistili članovi budućeg Monteparadiso kolektiva. Nastupili su Business World, Dust, Gripple, Kriza, Frontalni udar i Non-stop.

## Popis sastava

### Monteparadiso festival 1993.
Mjesto održavanja: Fort Casoni Vecchi 

06. i 07. kolovoza 1993. 

nastupali: Enklava(Pu), Fojbon (Pu), Proletarijat (Lj), Delirium tremens (Kt), Apatridi (Pž), Backstage (Pu), Antitude (Pž), Megabitch (Pu), Nula (Ši), Frontalni udar (Pu), LB Radnički (Pu), G.M. Experience (Pa)

### Monteparadiso festival 1994.
Mjesto održavanja: Fort Casoni Vecchi 

Monteparadiso festival nije održan 1994. godine jer je Hrvatska vojska tvrđavu ustupila Gradu Puli što organizatori nisu znali pa nisu mogli na vrijeme ishodovati dozvolu za javno događanje.

### Monteparadiso festival 1995.
Mjesto održavanja: Fort Casoni Vecchi 

Na trecem festivalu nastupili su: Korova Milkbar (IT), Debeli Precjednik (HR), Dark Busters (PULA), Wasserdicht (SLO), F.O.B. (PULA), Apatridi (HR), Crunch (IT), Frontalni Udar (PULA), B.Z.R. (HR), Stratus (HR), Nula (HR), D.B.N. (HR) i plus poneki gosti ,valjda...

### Monteparadiso festival 1996.
Mjesto održavanja: Fort Casoni Vecchi 

26.i 27. srpnja 1996.

nastupali su: Fakofbolan(Pu), Frontalni udar(Pu), Anti Todor i talenti(Pu), Radikalna Promjena(Zg), Produkt (Si), Dishonest (St), Odpisani (Slo), Scuffy dogs (Slo), D.D.I. (I), Cunt (I) + gosti

### Monteparadiso festival 1997.
1997. godine festival traje četiri maratonska dana hardcore punka, od četvrtka 31. srpnja, do nedjelje 3. kolovoza. Četvrtak i nedjelju održava se u tadašnjem Rock klubu "Uljanik", a petak i subotu na tvrđavi "Casoni Vecchi" na Vidikovcu.
Na festivalu su te godine nastupili sljedeći sastavi: Bad Justice (Pula), Bez Panike (Čakovec), Spiridon Mekas Crust (Pula), DHB (Zagreb), Alergija (Zadar), Kritična točka (Pula), Antifrik (Zagreb), Pizda Materna (Kopar - Slovenija), Proletariat (Ljubljana - Slovenia), Krvavi mandat (Zagreb), Blef (Zagreb), K-15 (Pula), Core War (Čakovec), Fakofbolan (Pula), Desinence Mortification (Pula), Anti-Otpad (Pula), Scuffy Dogs (Nova Gorica - Slovenija), Nula (Šibenik) i Deafness By Noise (Samobor). Moguće je da je bilo još sastava, no to se izgubilo u bespućima povijesti.

### Monteparadiso festival 1998.
Mjesto održavanja: Fort Casoni Vecchi 

30.07.02.08
Na šestom festivalu nastupili su: Arturo (IT), Motus (HR), Criple Bastards (IT), Nitkovi (BIH), Brain Blockade (D), Brigade O.D. (MK), Tank Warning Net (MK), Trn U Oku (HR), Pravny Smer (SL), Kolaps (HR), This Side Up (IT), Poruka U Prazno (HR), S.M.C. (HR)

### Monteparadiso festival 1999.
Mjesto održavanja: Fort Casoni Vecchi 

petak (6. kolovoza) i subotu (7. kolovoza) nastupili si: Fizička nesposobnost (HR), Deep Cunt (HR), Scroupaletu (SLO), Agresija (HR), Inerdzia (I), Sirup za iskasljevanje (SLO), Klasse krimminale (I), De Crew (I), Pasmaters (HR),Skew Whyff (B), Schizoid wiklers (HR), Fnc diverzant (HR), Elvis Jackson (SLO), Doomsday (SLO), Murder disco (D)

### Monteparadiso festival 2000.
Mjesto održavanja: Fort Casoni Vecchi 

petak (4. kolovoza) i subotu (5. kolovoza) nastupili si: Rudi Mentali (Ita), EMS (Au), PCP (Niz), Scuffy Dogs (Slo), Elvis Jackson (Slo), Higher Justice (Zagreb), AK 47 (Zagreb), Nula (Šibenik), Overflow (Koprivnica), Deafness By Noise (Samobor), Fakofbolan (Pula), Anti-Otpad (Pula), Pulski Gosti, Antitodor (Pula)

### Monteparadiso festival 2001.
Mjesto održavanja: Društveni centar Karlo Rojc u Puli 

Na devetom festivalu 2001. godine u petak (3. kolovoza) i subotu (4. kolovoza) nastupili su: Aberka-Dub-R, Analena, Razlog za, Monkey Punk, Human Error, Tutta forza, Vegethaiballs, Feccia rossa, Frontalni udar, Bolesno grinje i Deratizator

### Monteparadiso festival 2002.
Mjesto održavanja: Društveni centar Karlo Rojc u Puli 

Na desetom festivalu 2002. godine nastupili su: [sub][hum][ans] (UK), Citizen fish (UK), Restarts (UK), Skruigners (I), Motus (HR), Fakofbolan (HR), Los fastidios (I), Fleas and lice (NL), Scuffy dogs (SLO), Murder disco x (D), Pasmaters (HR), Zmanjana Dica (HR)

### Monteparadiso festival 2003.
Mjesto održavanja: Društveni centar Karlo Rojc u Puli 

1. i 2. 08.2003. 

Svirali: Very Expensive Porno Movie (.hr), Pasmaters (.hr),The 4 Sivits (.de),Center za dehumanizaciju (.si),Klasse Kriminale (.it),Argies (.ar),Reich und Schone (.de), Deafness By Noise (.hr), Fregatura (.si), Titosbojs (.hr)

### Monteparadiso festival 2004.
Mjesto održavanja: Društveni centar Karlo Rojc u Puli 

Na dvanaestom festivalu održanom 2004. godine nastupili su sljedeći sastavi: 
četvrtak 5. kolovoza
- Reanimacija (Pula), DJ & the Nikolovsky klan (Pula), Crasso de Odio (Zadar), Ska fuckers (Fažana), Dizaster (Šibenik), Vox populi (Beograd)

petak 6. kolovoza
- Four flying dicks (Italy), AK47 (Zagreb), Derkov Bois (Hungary), Rauschangriff (Germany), Loš primjer (Požega), Žmanjana dica (Pula)

subota 7. kolovoza
- Extinction of Mankind (U.K.), Murder Disco X (Germany), Raw Power (Italy), Eus Arse (Italy), Fuckingham Palace (Italy), I Figli di Bruno Atomico (Pula)[5]

### Monteparadiso festival 2005.
Mjesto održavanja: Društveni centar Karlo Rojc u Puli 

petak, 05. kolovoza
Malo Morgen (slo), Homo homini lupus (hr), Protest Mozga (hr), Not sorry (de), Barrakuda (hr) 	 

subota, 06. kolovoza 
Screaming Vagina (hr), Carl Hunter (hr), Threat of Riot (it), Pasi (hr), Speichelbroiss (de), Czosnek (pl)

### Monteparadiso festival 2006.
Mjesto održavanja: Društveni centar Karlo Rojc u Puli 

petak, 04. kolovoza 
Vomit for Breakfast (FR), Zlotvori (HR), Pavilionul 32 (RO), Abnormal (HR), Maltschicks Molodoi (A) 

subota, 05. kolovoza 
Wiens No.1 (A), Motus (HR), Mercenary Cockroach (HR), Tango Underground (H)

### Monteparadiso festival 2007.
Mjesto održavanja: Društveni centar Karlo Rojc u Puli 

Petak 03. kolovoza 
Vrisak generacije (Punk, Novi Sad, Serbia), Tabularasa (HC, Italy), Barrakuda (Raw Punk Rock, Pula CROATIA), Senata Fox (HC,Zagreb, Croatia), Titos boys (Punk Rock, Istra Croatia)

Subota 04. kolovoza 
Conflict (anarcho-punk UK), Argies (Combat Punk, Argentina), Man made filth (Holland), Bolesno grinje (Grind Core, Pula Croatia), Deafness By Noise (HC, Samobor, Croatia), Final approach

### Monteparadiso festival 2008.
Mjesto održavanja: Društveni centar Karlo Rojc u Puli 
petak 1. kolovoza
HIJOS DEL PUEBLO  (Hrvatska), O.S.D.S. (Italija), CRASSO DE ODIO (Hrvatska), COBRA JIM (Njemačka), WORCKERS Oi! (Španjolska), BAKA YARO (Slovenija) 
subota 2. kolovoza
FREKVENCIJA (Hrvatska), THE WELCOMIN' COMMITTE IN FLAMES (Hrvatska/Japan), PASMATERS (Hrvatska), SOTATILA (Austrija/Finska), LA FRACTION (Francuska), PISSCHRIST (Australija)

### Monteparadiso festival 2009.
Mjesto održavanja: Društveni centar Karlo Rojc u Puli 
petak 31. srpnja
DJ & THE WOOTCHYAK (HR), NAKOT (SRB), MURDER DISCO X (D), RATTUS (FIN), AVSKUM (SWE), MIKROFONIJA (HR)
subota 1. kolovoza
REANIMACIJA (HR), ANAEROBA (SLO), EU'S ARSE (IT), VITAMIN X (NL), NABAT (IT), BUD SPENCER (HR)

### Monteparadiso festival 2010.
Mjesto održavanja: Društveni centar Karlo Rojc u Puli 
četvrtak, 5. kolovoza
Brivido (HR), S.M.C. (HR), Socijalna Sluzba (HR), One Step Away (HR), Social Chaos (BR), Unutrasnja Emigracija (BIH)
petak 6. kolovoza
F.O.B. (HR), Declaration (HR), Corrosive (D), Debeli Precjednik (HR), Visions Of War (B), Scuffy Dogs (SLO)
subota 7. kolovoza
Minkions (IT), Children Of Tehnology (IT), Citizen Patrol (NL), Nula (HR), Uncurbed (S), Brat Pack (NL)

### Monteparadiso festival 2011.
Mjesto održavanja: Društveni centar Karlo Rojc u Puli 
petak 5. kolovoza
Rabbia E Disperazione (HR), Dishumanity (SRB), Motherpig (BIH), Nonsense (HR), Trashcat (UK), Warfare (IT)
subota 6. kolovoza
E.N.D. (HR), Brickheads (SRB), In-Sane (SLO), Bayonets (SRB), Impact (IT), Skitsystem (SWE)

### Monteparadiso festival 2012.
Mjesto održavanja: Društveni centar Karlo Rojc u Puli 
četvrtak 2. kolovoza
Nulla Osta (HR), Corrosive (D), Kurwa Aparata (A), Murder Disco X (D), Argies (ARG), See You In Hell (CZ), Hard Skin (UK)
petak 3. kolovoza
Green Moon Sparks (I), Sentence (HR), AK 47 (HR), Bolesno Grinje (HR), Deafness By Noise (HR), Spermbirds (D), Fakofbolan (HR)
subota 4. kolovoza
Because The Bean (I), Aktivna Propaganda (SLO), Dislike (HR), Burial (D), Antisect (UK), Inner Terrestrials (UK)

### Monteparadiso festival 2013.
Mjesto održavanja: Društveni centar Karlo Rojc u Puli 
petak 2. kolovoza
Scheisse Minnelli (D), Nihilizzm (PL), Iskra (CND), Black Gust (HR), Antares (IT), Agent Attitude (S), Mob 47 (S)
subota 3. kolovoza
Restarts (UK), Danny Trejo (IT), Daša Fon Fl'aša (SK), My Man Mike (KR), Reflections Of Internal Rain (SRB), Stregesti (PL)

## Spomen-ploča: 15. godina od prvog festivala
U tvrđavi Casoni Vecchi na pulskom Vidikovcu službeno i prigodno najavljeno je 15. po redu izdanje Monteparadiso HC festivala. Prigodnim domjenkom i feštom pulski su punkeri otkrili spomen-ploču posvećenu prvom izdanju ovog festivala, a na ploči stoji:

## Vanjske poveznice
- Galerija fotografija s festivala  Arhivirana inačica izvorne stranice od 12. listopada 2007. (Wayback Machine)
- Važni datumi Monteparadisa  Arhivirana inačica izvorne stranice od 27. rujna 2007. (Wayback Machine)
- Službene stranice Monteparadiso kolektiva  Arhivirana inačica izvorne stranice od 10. kolovoza 2018. (Wayback Machine)
- Barkun, Monte Paradiso napunio Rojc